# ماتيوس هومبيرتو ماكسيميانو
ماتيوس هومبيرتو ماكسيميانو (31 مايو 1989 في كامبيناس في البرازيل – )؛ هو لاعب كرة قدم كان يلعب كلاعب وسط.

## وصلات خارجية
- ماتيوس هومبيرتو ماكسيميانو على موقع رابطة كرة القدم اليابانية للمحترفين (اليابانية)
- ماتيوس هومبيرتو ماكسيميانو على موقع دوري كوريا الجنوبية (الإنجليزية)
- ماتيوس هومبيرتو ماكسيميانو على موقع قاعدة بيانات كرة القدم.إي يو (الإنجليزية)
- ماتيوس هومبيرتو ماكسيميانو على موقع Soccerway.com (الإنجليزية)
- ماتيوس هومبيرتو ماكسيميانو على موقع عالم كرة القدم.نت (الإنجليزية)